# Боло Йен
Боло Йен (иер. 楊斯, кант.-рус. Ён Си, кит.-рус. Ян Сы; род. 3 июля 1946) — китайский актёр, культурист и мастер боевых искусств. Его наиболее известные роли в кино: Боло в фильме «Выход дракона», Чон Ли в «Кровавом спорте», Чан «Вьетнамская кобра» Ли в «Кровавой битве», Мун в «Двойном ударе», а также мастер Шинго в «Сильнейшем ударе» и «Сильнейшем ударе 2».

## Биография
Боло Йен родился 3 июля 1946 года в уезде Мэйсянь провинции Гуандун. Как и многие другие молодые китайцы, начал изучать кунг-фу у местных мастеров. Кроме того, он увлекся акробатикой и поднятием тяжестей. Вопреки распространённому мнению, Боло не был чемпионом по Сётокан-карате и никогда этим видом единоборства не занимался.

Многие мои коллеги предпочитают наносить на экране размашистые удары руками и ногами, которые смотрятся красиво и очень нравятся не слишком искушённому зрителю. Я отдаю предпочтение более незаметным движениям, хотя важна не демонстрация техники, а личность, которая эту технику демонстрирует. На экране я стараюсь передать не форму, а содержание, не внешние аспекты боевых искусств, а внутренние, демонстрирую не столько технику, сколько дух. Человек, просто овладевший техникой, может нанести сто красивых ударов ногами, и искушенный зритель останется равнодушным. Истинному мастеру достаточно выполнить одно незаметное, но наполненное энергией и духом движение, чтобы тот же зритель понял, кто перед ним.
— Боло Йен
В середине 1960-х годов в поисках новых возможностей Боло перебрался в Гонконг, преодолев пролив вплавь. На новом месте он открыл школу культуризма и вскоре попал в поле зрения одного из агентов студии братьев Шоу, который предложил ему сняться в кино. Чем больше Боло «накачивался», тем серьёзней становились роли. В 1970 году Боло завоевал титул «Мистер Гонконг», а через год распрощался со студией Шоу.
На пробах к рекламному ролику сигарет Winston Боло познакомился с Брюсом Ли. Между ними сложились дружеские отношения, и в 1973 году Брюс Ли пригласил его в свой фильм «Выход дракона». В дальнейшем Боло снялся в нескольких боевиках кунг фу, но самой известной его ролью стал злодей Чон Ли в фильме американской киностудии Cannon Films «Кровавый спорт», где его партнёром был Жан-Клод Ван Дамм. После этой роли и в дальнейшем Боло разрабатывал на экране образ классических «мускулистых негодяев», а одной из немногих его ролей в качестве положительного героя стала работа в фильмах «Сильнейший удар», «Сильнейший удар 2» и «Полицейский двухтысячного года».

Кино — моя работа, моя жизнь. Я отношусь спокойно к тому, что играю ублюдков. Меня никогда не огорчало, что меня периодически побеждают или убивают. В конце концов, эти роли принесли мне мировую известность.
— Боло Йен
В 2008 году Боло официально покинул кинематограф, при этом сохранив за собой место председателя гонконгской физкультурной коммерческой организации и менеджера тайбэйской международной ассоциации культуризма. Тем не менее в 2013 году он принял участие в съёмках казахского боевика «Весь мир у наших ног» (англ. The Whole World at Our Feet), который вышел в прокат Казахстана в 2015 году, а в 2017 году был выпущен в Северной Америке под названием «Бриллиантовый картель» (англ. Diamond Cartel).

## Избранная фильмография
| Год  |   | Русское название                             | Оригинальное название                        | Роль                       |
| ---- | - | -------------------------------------------- | -------------------------------------------- | -------------------------- |
| 1970 | ф | Это будут герои                              | 十三太保                                     | генерал Мэн Цзюэхай        |
| 1971 | ф | Смертоносный дуэт                            | 雙俠                                         | Речной Дракон              |
| 1972 | ф | Рассерженный гость                           | 惡客                                         | японский головорез         |
| 1972 | ф | Король-боксёр                                | 天下第一拳                                   | Ба Тоэр                    |
| 1972 | ф | 14 амазонок                                  | 十四女英豪                                   | богатырь Западного Ся      |
| 1972 | ф | Человек из железа                            | 仇連環                                       | Цзинь Сыху                 |
| 1972 | ф | Трилогия о меченосцах                        | 群英會                                       | мастер из преступного мира |
| 1973 | ф | Геркулес востока                             | 碼頭風雲                                     | Чжэн Тай                   |
| 1973 | ф | Выход дракона                                | Enter the Dragon                             | Боло                       |
| 1974 | ф | Молодые драконы                              | 鐵漢柔情                                     | н/д                        |
| 1975 | ф | Подавление разбойников                       | 蕩寇誌                                       | генерал Ши Син-Фанг        |
| 1976 | ф | Выкуп за королеву                            | 鱷潭群英會                                   | Рэм                        |
| 1978 | ф | Непобедимый Брюс Ли                          | 威震天南                                     | длинноволосый мастер       |
| 1978 | ф | Игра смерти                                  | Game of Death                                | н/д                        |
| 1978 | ф | Брюс Ли в Новой Гвинее                       | 蛇女慾潮                                     | боец в чёрной накидке      |
| 1978 | ф | Бесстрашная гиена                            | 笑拳怪招                                     | н/д                        |
| 1979 | ф | Дракон-герой                                 | The Dragon, the Hero                         | Кинг-Конг                  |
| 1980 | ф | Смертельное движение змеи                    | 蛇形醉步                                     | силач                      |
| 1980 | ф | Тридцать шесть смертельных стилей            | The 36 Deadly Styles                         | второй брат                |
| 1985 | ф | Мои счастливые звёзды                        | 福星高照                                     | обманутый миллионер        |
| 1986 | ф | Экспресс миллионеров                         | 富貴列車                                     | ткач                       |
| 1986 | ф | Подставленный                                | Legacy of Rage                               | рэкетир                    |
| 1988 | ф | Кровавый спорт                               | Bloodsport                                   | Чон Ли                     |
| 1989 | ф | Кровавая битва                               | Bloodfight                                   | Чан «Вьетнамская кобра» Ли |
| 1991 | ф | Двойной удар                                 | Double Impact                                | Мун                        |
| 1991 | ф | Коготь тигра                                 | Tiger Claws                                  | Чон                        |
| 1993 | ф | Сильнейший удар                              | Shootfighter: Fight to the Death             | Шинго                      |
| 1993 | ф | Полицейский двухтысячного года               | TC 2000                                      | мастер Сумаи               |
| 1996 | ф | Сильнейший удар 2                            | Shootfighter 2                               | Шинго                      |
| 2015 | ф | Весь мир у наших ног (Бриллиантовый картель) | The Whole World at Our Feet (Diamond Cartel) | Було                       |
|      | ф | Ближний бой (невышедший фильм)               | Blizhniy Boy: The Ultimate Fighter           | тренер                     |